# Christiane Weber (Ruderin)
Christiane Weber (* 1959 oder 1960) ist eine ehemalige deutsche Ruderin aus Hamburg, die Anfang der 1990er Jahre zweimal Weltmeisterin im Leichtgewichts-Doppelzweier wurde.

## Leben
Weber, die von Beruf Grundschullehrerin ist, begann erst im Alter von 27 Jahren mit dem Leistungssport. Sie gewann 1988 zusammen mit Alrun Urbach bei den Deutschen Meisterschaften im leichten Doppelzweier, anschließend wurden sie für die Weltmeisterschaften in Mailand nominiert, wo sie das Finale erreichten und dort den 5. Platz belegten. Auch im folgenden Jahr gewann das Duo den Meistertitel, bei den Weltmeisterschaften in Bled ruderten sie zur Bronzemedaille.
Bei den Deutschen Meisterschaften 1990 in Duisburg unterlagen sie Ruth Kaps und Brigitte Hellmers, da Kaps jedoch im Einer bei den U23-Weltmeisterschaften startete, rückte für die Weltmeisterschaften in Tasmanien Weber zu Helmers in den Doppelzweier, sie belegten im Finale Rang 5.
1991 und 1992 startete Weber zusammen mit Claudia Waldi im Leichtgewichts-Doppelzweier. In beiden Jahren konnten sie sowohl bei den Deutschen Meisterschaften als auch bei den Ruder-Weltmeisterschaften gewinnen. Sie waren damit die erste Mannschaft, der dies gelang, wenn auch dieser Rekord schon in den folgenden drei Jahren von Colleen Miller und Wendy Wiebe eingestellt werden sollte.
1993 musste Weber pausieren, da sie nach einer Spritze gegen Ischias-Schmerzen zeitweilig gelähmt war. Erst 1994 konnte sie wieder trainieren, 1996 wurde sie zusammen mit Constanze Ahrendt nochmal Deutsche Vizemeisterin im Leichtgewichts-Doppelzweier. Anschließend beendete Weber, die für den Ruderverein an den Teichwiesen ruderte, ihre Karriere.

## Internationale Erfolge
- 1988: 5. Platz Weltmeisterschaften im Leichtgewichts-Doppelzweier
- 1989: 3. Platz Weltmeisterschaften im Leichtgewichts-Doppelzweier
- 1990: 5. Platz Weltmeisterschaften im Leichtgewichts-Doppelzweier
- 1991: 1. Platz Weltmeisterschaften im Leichtgewichts-Doppelzweier
- 1992: 1. Platz Weltmeisterschaften im Leichtgewichts-Doppelzweier